# درختچه توری ملکه
درختچه توری ملکه (نام علمی: Lagerstroemia speciosa) نام یک گونه از تیره حناییان است.
این گیاه یک گونه از سرده لیگسترومیا است که بومی مناطق گرمسیری جنوب آسیا می‌باشد. این درخت برگ‌ریز دارای گل‌های صورتی روشن تا بنفش کمرنگ است. یک گونه بسیار معروف تر این گیاه، درختچه توری می باشد.
نام «گل توری ملکه» از نام علمی 'reginae' یا 'flosreginae' گرفته شده است که به معنای «امپراتوری یا گل ملکه» می‌باشد. این درخت گل‌های زیبا و جذابی با رنگ‌های بنفش یا صورتی-بنفش می‌دهد که برای ماه‌ها پایدار هستند.

## شرایط رشد
این درختچه گاهی تا به ارتفاع ۱۵ متر رشد می‌کند و دارای تاجی متقارن و جذاب است. تنه آن کوتاه با پوست صاف، پوسته‌ای و خاکستری روشن یا رنگ کرمی است. برگ‌ها ساده، برگ‌ریز، بیضی تا بیضوی با دمبرگ قطور هستند که طول آن‌ها ۸ تا ۱۵ سانتی‌متر و عرضشان ۳ تا ۷ سانتی‌متر است و نوک تیز دارند. گل‌ها در گرزن‌های (پانیکول) عمودی به طول ۲۰ تا ۴۰ سانتی‌متر تولید می‌شوند؛ هر گل دارای شش گلبرگ سفید تا بنفش به طول ۲ تا ۳٫۵ سانتی‌متر است. برگ‌ها ساده، بدون پرز و صاف، بزرگ و بیضی شکل هستند.
میوه‌های آن به شکل کپسول‌های چوبی بیضی یا تقریباً کروی هستند. این میوه‌ها در ابتدا سبز رنگ هستند، اما بعداً به قهوه‌ای و در نهایت به مشکی تغییر رنگ می‌دهند. میوه‌ها به شاخه‌های درخت آویزان می‌مانند. این گیاه به راحتی از طریق بذر کشت می‌شود. بهترین رشد در خاک‌های لوم رسی حاصلخیز و عمیق است و ترجیحاً خاک‌های گرم، مرطوب و مرطوب را دوست دارد و می‌تواند در برابر غرقاب مقاومت کند.
گل‌دهی ۳ تا ۵ سال پس از کاشت رخ می‌دهد و فصل اصلی گل‌دهی اردیبهشت تا خرداد است و گاهی در دوره دوم هم در مرداد گل می‌دهند. میوه‌ها در نوامبر تا ژانویه رسیده می‌شوند.

## خواص دارویی
این گیاه در جنوب شرق آسیا، چین، هند، بنگلادش و فیلیپین کاشته می‌شود و حتی تا استرالیا نیز گسترش یافته است. این گیاه بومی هند به‌خصوص در ناحیه غربی غات‌های هند شامل مناطق بلگام، شمال و جنوب کانارا، مالابار و تراوانکور و همچنین در آسام و بنگال غربی است. همچنین به‌طور گسترده‌ای به‌عنوان گیاه زینتی در مناطق گرمسیری و نیمه‌گرمسیری پرورش داده می‌شود. برگ‌های بنابا و سایر قسمت‌های این گیاه به‌طور گسترده در فیلیپین، تایوان و ژاپن برای تهیه چای استفاده می‌شوند.
این گیاه یکی از ۶۹ گیاه دارویی است که توسط وزارت بهداشت فیلیپین ترویج می‌شود. در ویتنام، برگ‌های جوان این گیاه به‌عنوان سبزی مصرف می‌شوند و برگ‌های کهنه و میوهٔ رسیده آن در طب سنتی برای کاهش قند خون استفاده می‌شوند. دانه‌های این گیاه خاصیت بی‌حس‌کنندگی دارند.

## نگارخانه

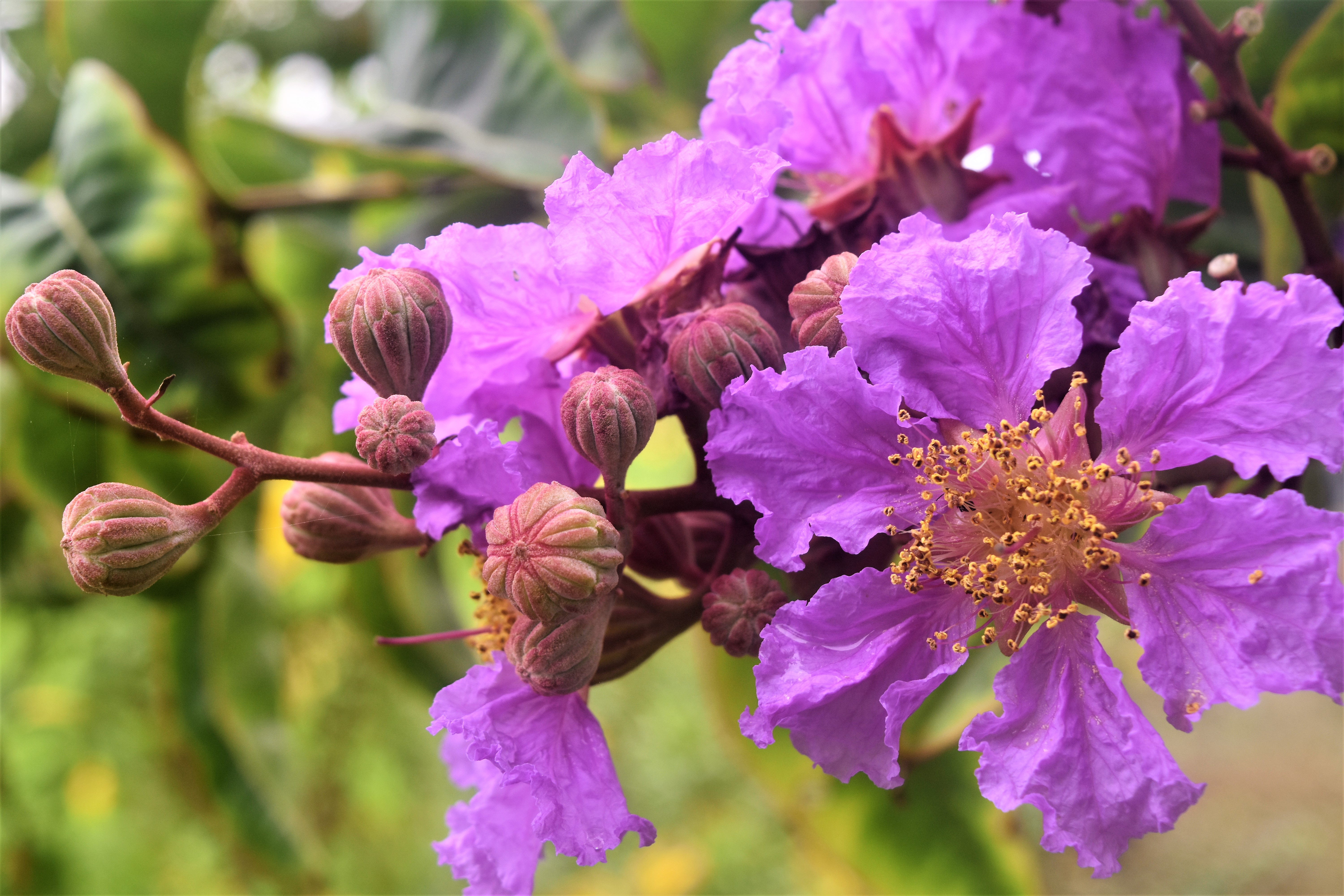
گل توری ملکه

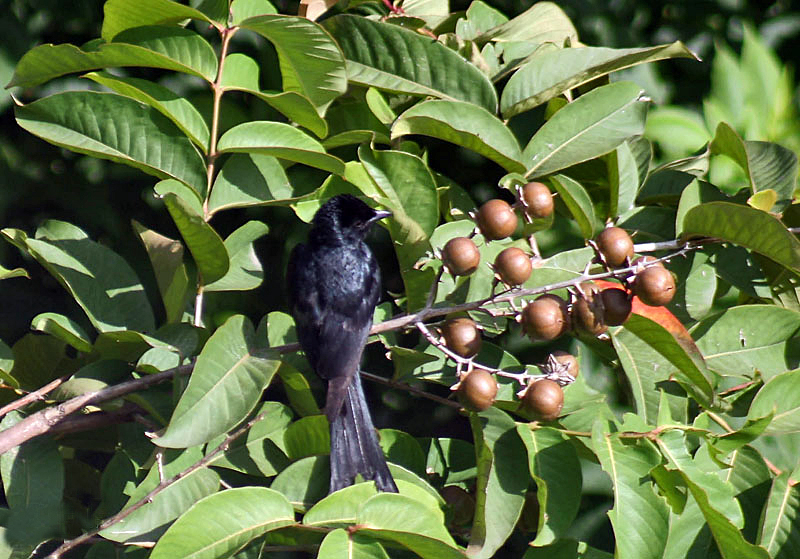
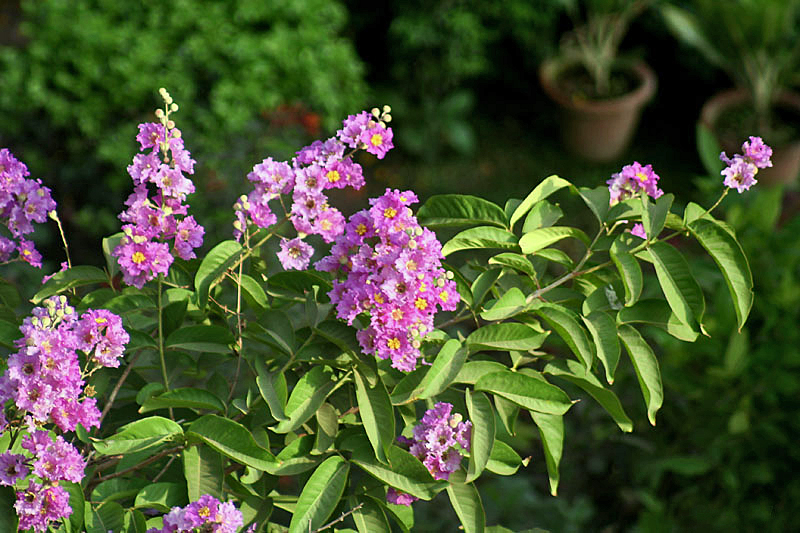
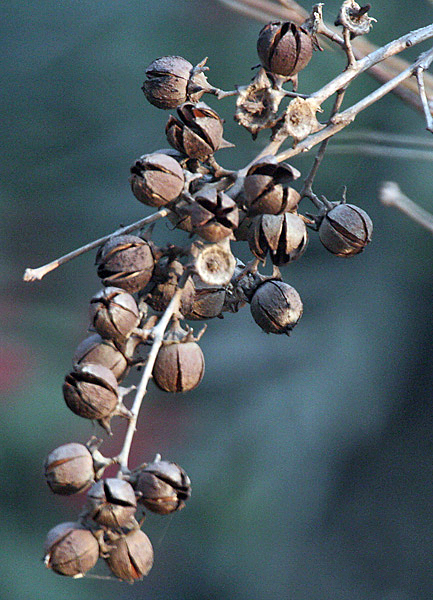
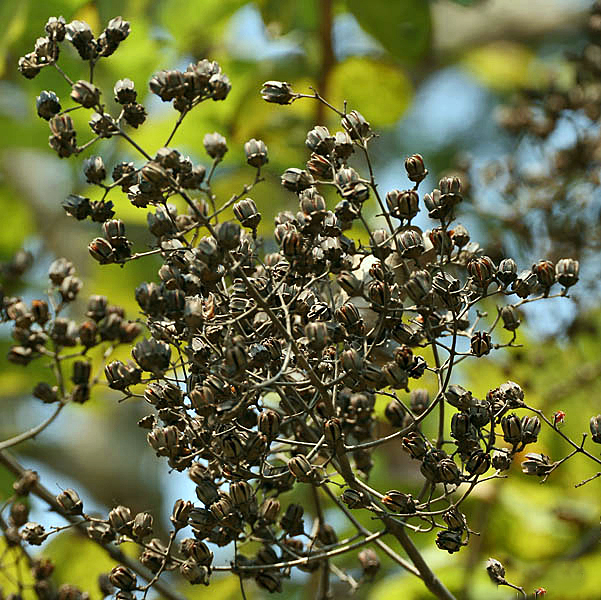